# ناکانه کوتی
ناکانه کوتی (به ژاپنی: (中根 香亭 Nakane Kōtei); ۲۷ مارس ۱۸۳۹ – ۲۰ ژانویهٔ ۱۹۱۳) فیلسوف، پرسنل نظامی، منتقد ادبی، و زندگی‌نامه‌نویس اهل ژاپن بود.